# Michael Almebäck
Michael Almebäck (ur. 4 kwietnia 1988 w Sztokholmie) – szwedzki piłkarz występujący na pozycji obrońcy. Zawodnik klubu Örebro SK.

## Kariera klubowa
Almebäck zawodową karierę rozpoczynał w 2006 roku w klubie IF Brommapojkarna z Superettan. W debiutanckim sezonie 2006 w jego barwach zagrał 11 razy, a także awansował z zespołem do Allsvenskan. W tych rozgrywkach zadebiutował 11 czerwca 2007 roku w przegranym 0:1 meczu z Malmö FF. W sezonie 2007 rozegrał 3 ligowe spotkania, a po zajęciu z klubem ostatniego, 14. miejsca w lidze, powrócił z nim do Superettan. W Brommapojkarnie spędził jeszcze rok.
W 2009 roku Almebäck został graczem drużyny Örebro SK z Allsvenskan. Pierwszy ligowy pojedynek w jej barwach zaliczył 6 kwietnia 2009 roku przeciwko Djurgårdens IF (0:1). W sezonie 2009 był podstawowym graczem Örebro i w jego barwach zagrał 28 razy.
W 2011 roku przeszedł do Club Brugge. W sezonie 2015/2016 był wypożyczony do klubu Esbjerg fB. W 2016 wrócił do Örebro SK.

## Kariera reprezentacyjna
W reprezentacji Szwecji Almebäck zadebiutował 23 stycznia 2010 roku w zremisowanym 1:1 towarzyskim meczu z Syrią.